# Cem Kaya

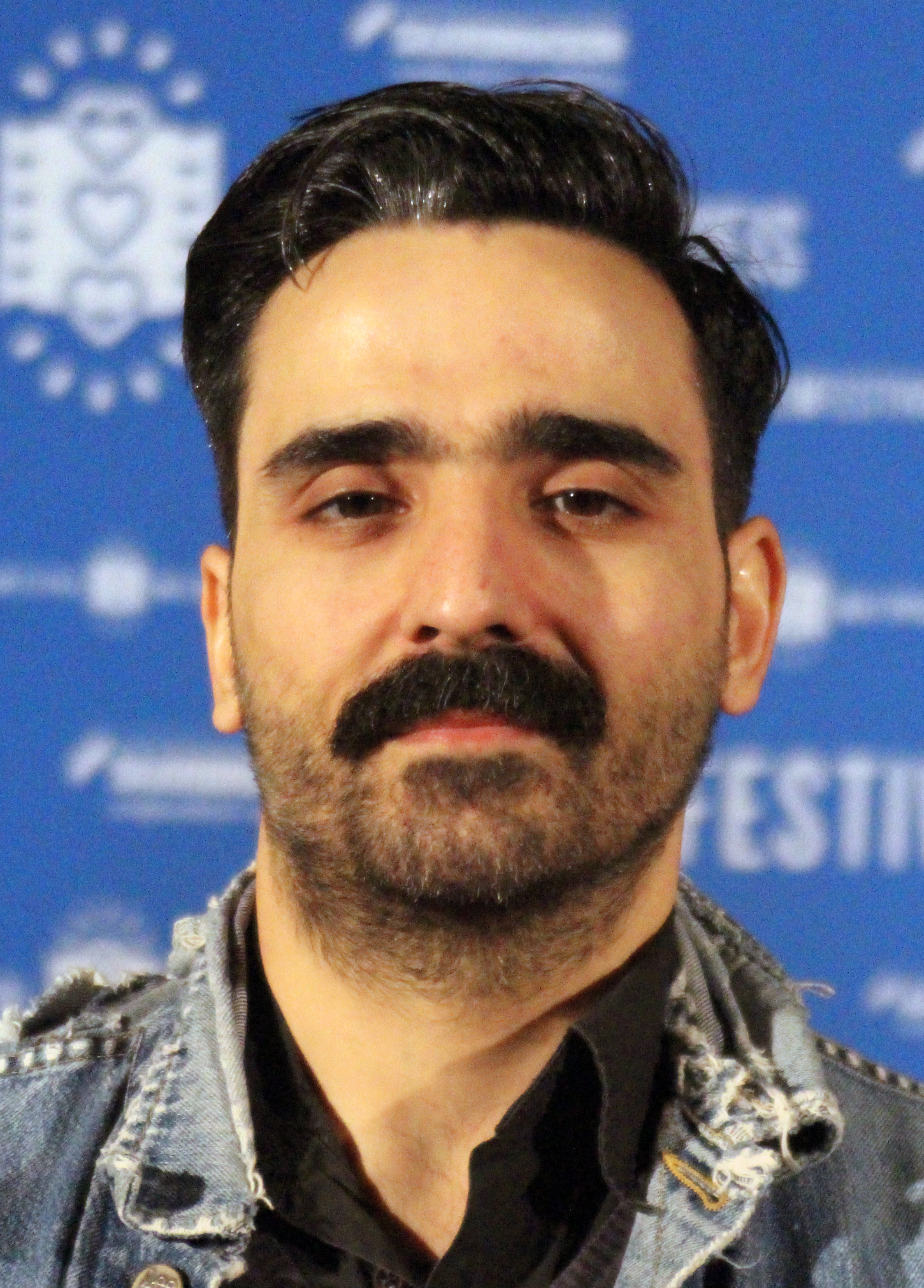
Cem Kaya, 2015

Cem Kaya (* 7. Januar 1976 in Schweinfurt) ist ein deutscher Filmregisseur, Drehbuchautor, Kameramann und Editor, der häufig im Bereich des Dokumentar- und Found-Footage-Films arbeitet.

## Leben und Wirken
Kaya wuchs in Bad Kissingen auf. Er studierte Kommunikationsdesign an der Merz Akademie in Stuttgart bei Christoph Dreher (1999–2005), wo er 2005 mit einem Joint Degree (mit der University of Portsmouth) abschloss. Für seinen Abschluss drehte Kaya den experimentellen Found-Footage-Kurzfilm Do Not Listen!, der als eine Gegenüberstellung von Der Exorzist und seinem türkischen Remake Şeytan fungiert.
2010 erschien sein erster dokumentarischer Langfilm Arabesk, den er gemeinsam mit dem Ludwigsburger Filmproduzenten Jochen Laube verwirklichte. Der Dokufilm erzählt Arabeske als Musikgenre und als eine Musikgeschichte, die aus der Binnenmigration in der Türkei entstand.
Für sein zweites Projekt arbeitete Kaya erneut mit Laube zusammen und brachte so 2014 seinen zweiten Dokumentarfilm Remake, Remix, Rip-Off heraus, der auf internationalen Filmfestivals lief.
2017 übernahm er die Kameraarbeit an dem investigativen Film „77sqm_9:26min“ der in London ansässigen Gruppe Forensic Architecture über die Rekonstruktion des NSU-Mordes an Halit Yozgat. Der Film hatte seine Premiere auf der documenta 14.
Sein Werk Aşk, Mark ve Ölüm (Songs of Gastarbeiter – Liebe, D-Mark und Tod) ist ein dokumentarischer Essay, der die Geschichte der eigenständigen und weitgehend unbekannten Musikkultur der türkischen Gastarbeiter in Deutschland erzählt. Der Film wurde als Weltpremiere auf den 72. Internationalen Filmfestspielen Berlin im Februar 2022 in der Sektion Panorama aufgeführt und gewann dort den Publikumspreis. Zudem erhielt er beim DOK.fest München den Dokumentarfilmpreis des Goethe-Instituts. 2024 wurde Kaya für den Film mit dem Grimme-Preis ausgezeichnet.
Zum 75. Jubiläum des Grundgesetzes inszenierte Kaya 2024 am Maxim Gorki Theater in Berlin unter dem Titel Pop, Pein, Paragraphen - eine Deutschstunde eine Video-Performance zur Geschichte der deutsch-türkischen Beziehungen.

## Filmografie
- 2002: Die kalte Platte
- 2005: Do not Listen
- 2010: Arabesk – Gossensound und Massenpop
- 2014: Remake, Remix, Rip-Off
- 2022: Aşk, Mark ve Ölüm – Liebe, D-Mark und Tod